# Shincliffe
Shincliffe ist ein Dorf und civil parish in County Durham, England. Bei der Volkszählung 2011 verzeichnete die Gemeinde 1796 Einwohner.  Das Dorf liegt rund um 1,6 Kilometer von der Durham-Stadtzentrum an der A177 Hauptverkehrsstraße nach Stockton. Die Teilorte der Gemeinde und Kirchengemeinde sind Shincliffe Village, High Shincliffe, Sherburn House and Whitwell House.
Shincliffe gilt als eine der wohlhabendsten Gemeinden in der Stadt Durham und ist als historisches Denkmalschutzgebiet geschützt.

## Geschichte
Der Ortsname von Shincliffe erschien zuerst rund um das Jahr 1085 im Liber Vitae Ecclesiae Dunelmensis, mit der Schreibweise Scinneclif. Es zeigte sich auch in den Charter Rolls vom Jahr 1195 als Sineclive. Die Namensbedeutung ist Geisterklippe oder Teufelsklippe.
Shincliffe ist der Standort einer mittelalterlichen Brücke am Wear. Während einer Ausgrabung im Jahr 2005 entdeckten Archäologen in Shincliffe Hinweise auf eine römische Brücke.
Im Mittelalter war Shincliffe eine landwirtschaftliche Gemeinde, die dem Prior der Kathedrale von Durham gehörte. Die Bevölkerung erhöhte sich zusammen mit dem Kohlebergbau in den umliegenden Städten Houghall, Old Durham und Shincliffe Colliery (heute bekannt als High Shincliffe), aber ging mit den Minenschließungen im späten 19. Jahrhundert zurück.
Der erste Bahnhof in Durham wurde im Jahr 1839 in Shincliffe geöffnet. Dieser Bahnhof war die erste Endstation zwischen Sunderland und dem Raum Durham, aber wurde nach dem Bau im Jahr 1893 der Bahnlinie zwischen Sherburn House und dem Durham Hauptbahnhof geschlossen. Es gab noch eine Güterstrecke nach Houghall und Croxdale Colliery. In den 1920er Jahren wurde Back Lane östlich von Shincliffe zur Umgehungsstraße ausgebaut.
Zwischen den Jahren 1895 und 1914 fanden in Shincliffe Pferderennen statt. Die Pferderennbahn wurde im Ersten Weltkrieg militärisch genutzt und nie wieder für Rennen genutzt.

## Sehenswürdigkeiten
Shincliffe Hall ist ein Waldherrenhaus in Shincliffe. Es war eine Herberge der Land Army und später ein Studentenwohnheim der Durham University. Im Jahr 2005 wurde es privat gekauft.

## Religion
Shincliffe war Teil der Pfarrei Sankt Oswald in Durham. Im Jahr 1800 wurde ein Pfarrhaus gebaut und in 1826 folgte eine Kapelle. Shincliffe wurde 1831 eine unabhängige Pfarrgemeinde. Die Pfarrkirche Sankt Marien wurde in 1851 gebaut. John Wesley predigte 1780 in Shincliffe. Eine methodistische Kapelle wurde im Jahr 1874 geöffnet. William Sever, Bishof von Durham (1502–1505) wurde in Shincliffe geboren.

## Unternehmen
Shincliffe ist hauptsächlich ein Wohngebiet. Es gibt in Shincliffe auch zwei Pubs, einen Kindergarten und das Poplar Tree Gartencenter. Die ehemalige Post ist jetzt ein Wohnhaus.